# Pharacocerus rubrocomatus
Pharacocerus rubrocomatus là một loài nhện trong họ Salticidae.
Loài này thuộc chi Pharacocerus. Pharacocerus rubrocomatus được Eugène Simon miêu tả năm 1910.